# Leimea

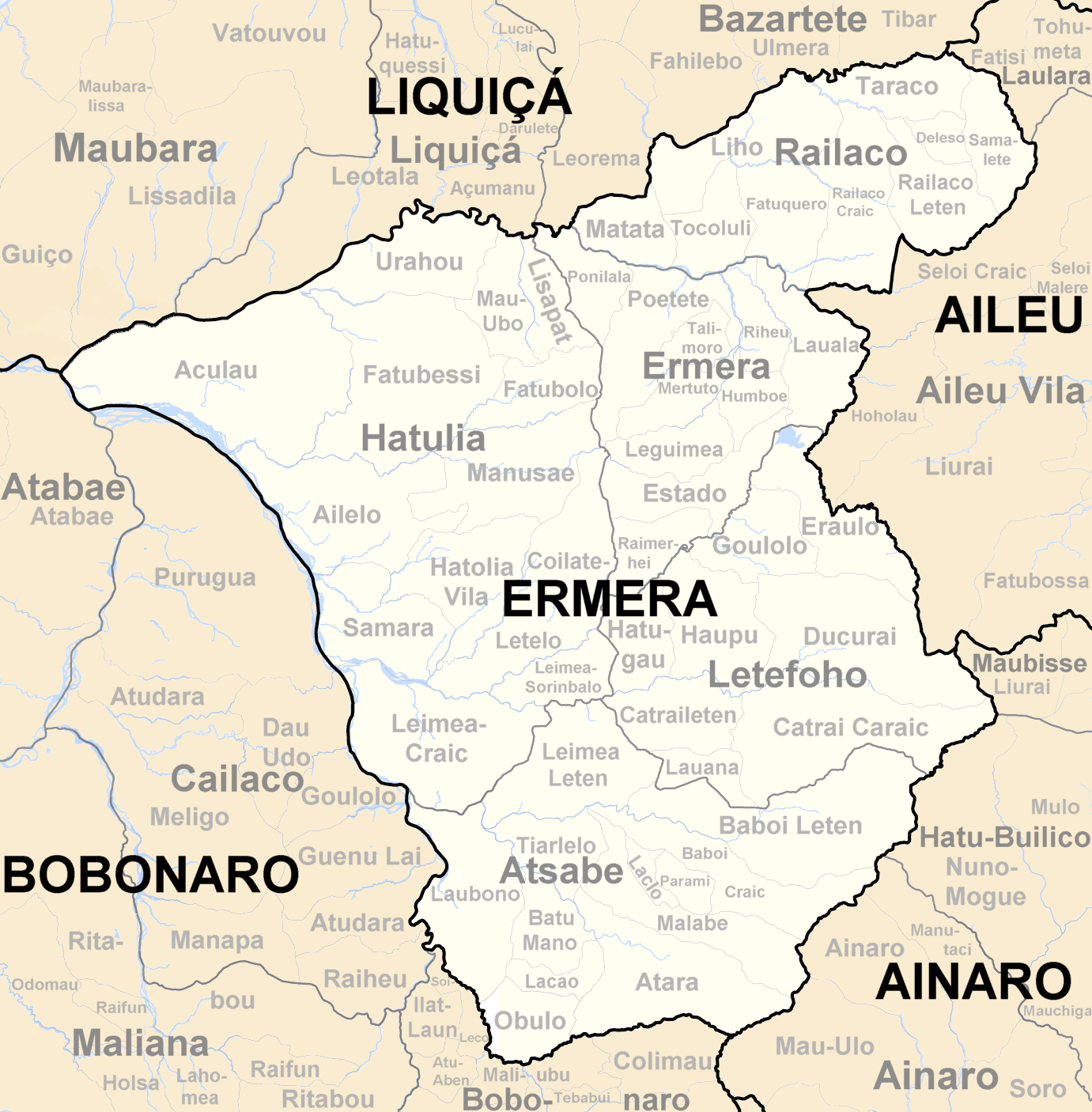
Die osttimoresische Gemeinde Ermera

Leimea (Leimean, Leimiam, Limian, Lei-Mean, Lermean) ist eine Region in der osttimoresischen Gemeinde Ermera. Sie teilt sich heute in die Sucos Leimea-Craic (Unter-Leimea) und Leimea-Sarinbalo im Verwaltungsamt Hatulia und Leimea Leten („Ober-Leimea“) im Verwaltungsamt Atsabe.

## Geschichte
Gouverneur Afonso de Castro führt Leimea 1868 als traditionelles Reich eines Liurais in einer Liste auf. 1860 ordnete er das Gebiet der Militärkommandantur Cailaco zu, 1883 kam es durch Gouverneur Bento da França Pinto de Oliveira zur 3º Comando militar de Maubara.
Anfang des 18. Jahrhunderts beteiligte sich Leimea an der Cailaco-Rebellion gegen die portugiesische Kolonialmacht. Danach unterstützten sie die Portugiesen.
Im Frühjahr 1867 erhoben sich die unter der Oberhoheit von Maubara stehenden Kemak aus Leamea gegen die Portugiesen. Gouverneur Francisco Teixeira da Silva schlug den Widerstand in einem ungleichen Kampf nieder. In der 48 Stunden dauernden entscheidenden Schlacht mussten sich die Rebellen gegen eine an Feuerkraft überlegene Übermacht wehren. 15 Dörfer wurden eingenommen und niedergebrannt. Die Anzahl der Opfer unter den Timoresen ist nicht bekannt, die Portugiesen bezifferten ihre Verluste mit zwei Toten und acht Verwundeten. Das Territorium Leimeas wurde auf die benachbarten Reiche aufgeteilt.